# Ручной фонарь

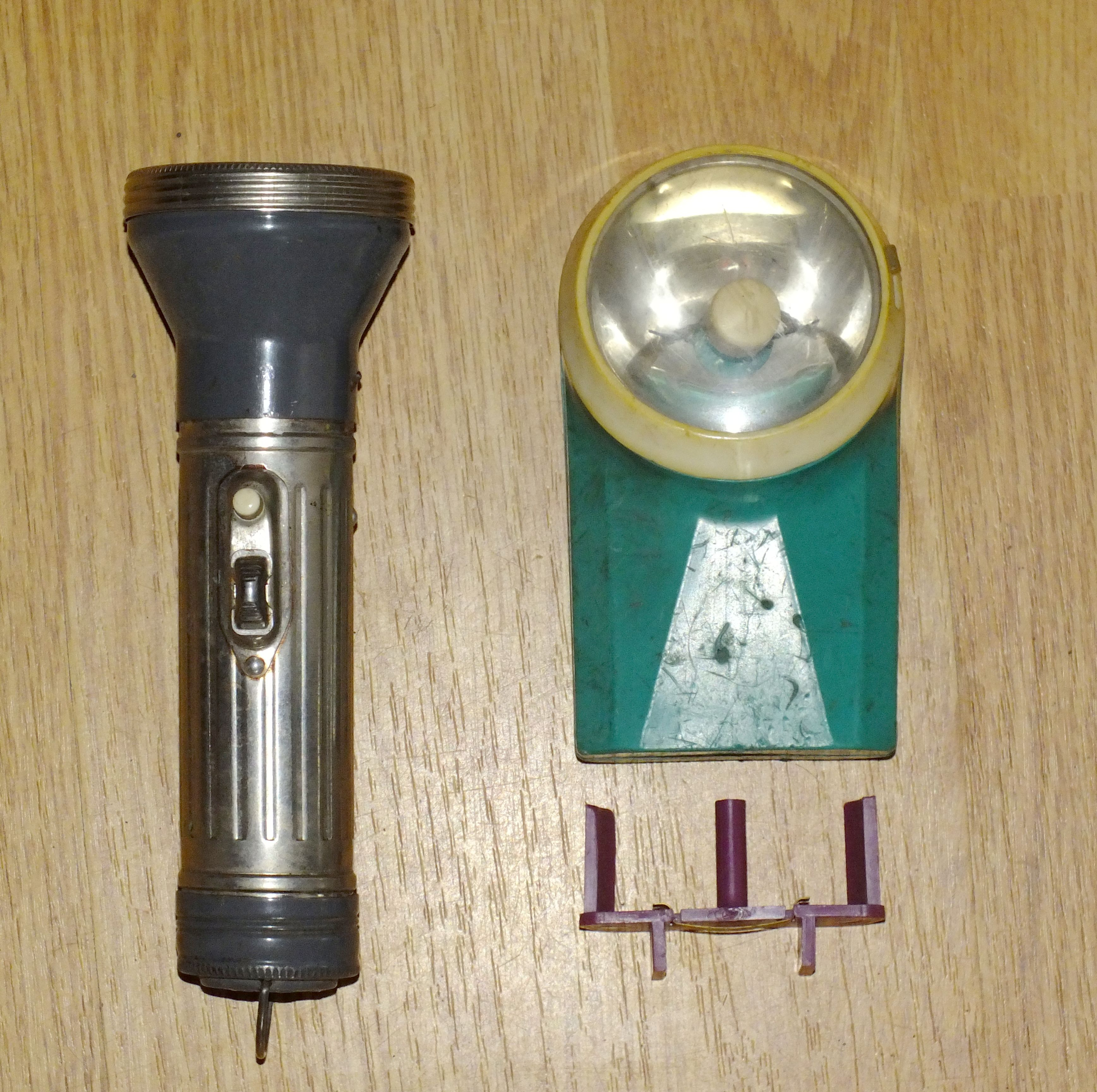
Советские ручные фонарики, 1980-е годы:
слева — с батареей составляемой из двух гальванических элементов типоразмера 373 — цена 1 руб. 37 коп.;
справа — с батарейкой 3336Л — цена 1 руб. 20 коп. Рядом лежит вкладыш, позволяющий устанавливать вместо «плоской» батарейки два элемента 332

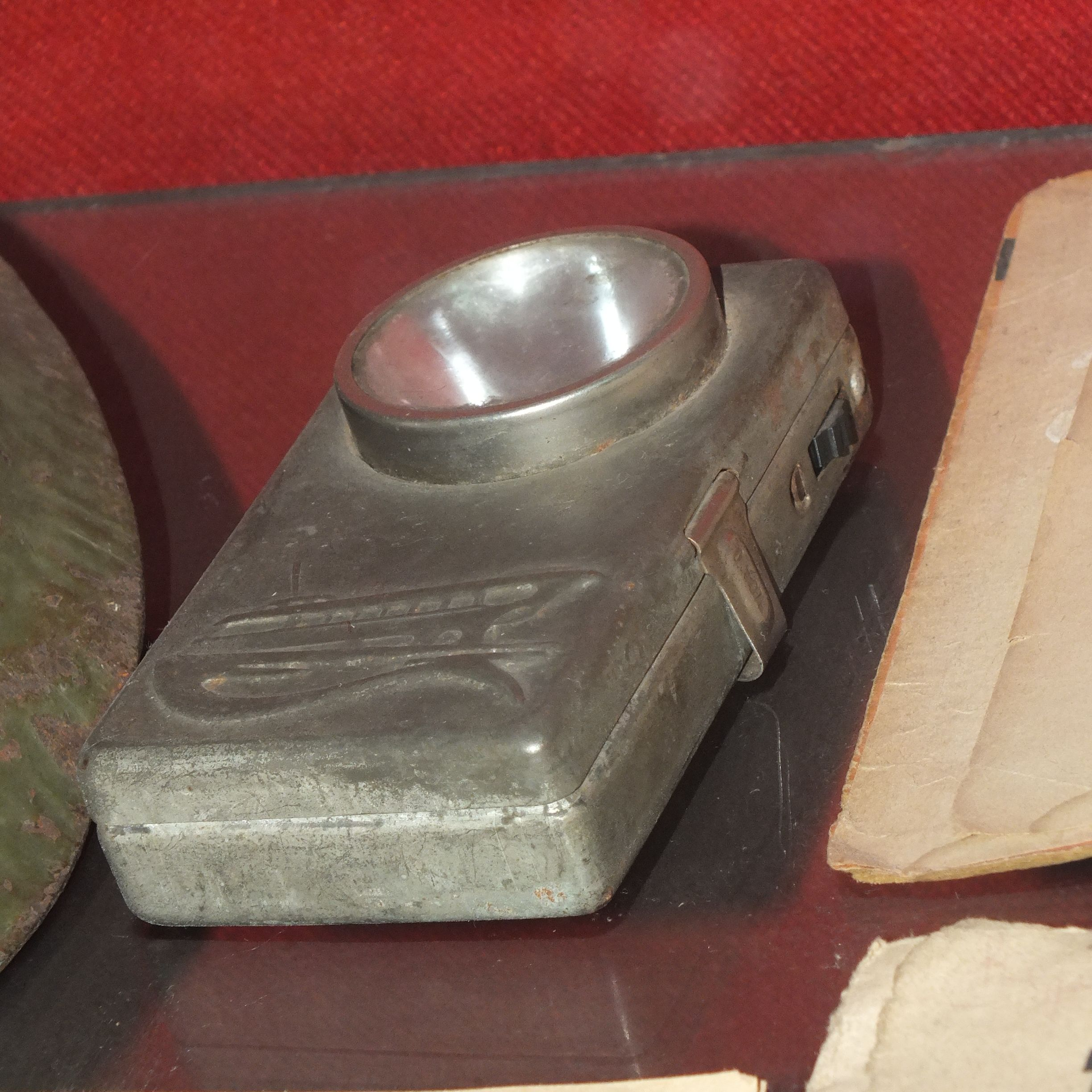
Фонарик под «плоскую» батарейку, СССР, 1960-е годы.

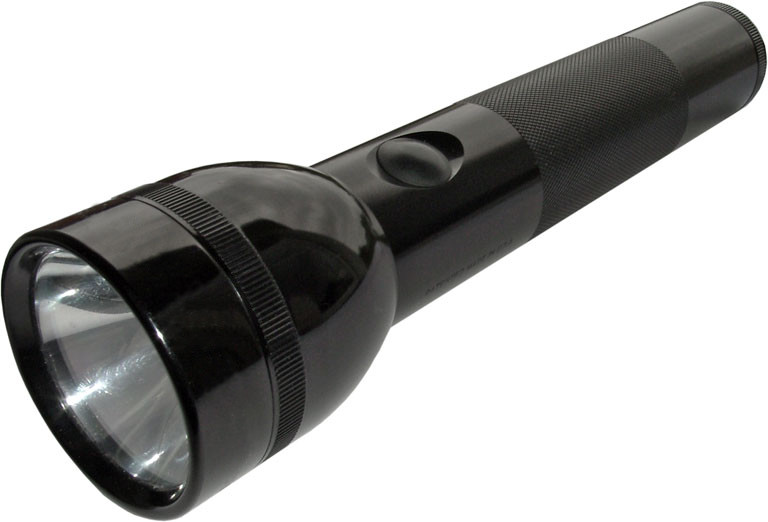
Фонарь Maglite классической формы

Ручно́й фона́рь, или карма́нный фона́рь (в обиходной речи — фона́рик) — небольшой носимый источник света для индивидуального использования. В современном мире под карманными фонарями понимают прежде всего электрические фонари, хотя существуют механические (преобразующие мускульную силу в электрическую), химические (источник света — химическая реакция) и с использованием открытого огня (например, карбидные или керосиновые).
Считается, что главным препятствием для создания переносного компактного электрического светильника было отсутствие сухих элементов питания, то есть попросту таких батареек, из которых ничего не выливается, как их не верти. Дело в том, что первые источники электрического тока представляли собой емкости, наполненные жидкостью-электролитом и потому были не слишком мобильны. Так что, рассуждая об изобретении карманного фонарика, нельзя не упомянуть о Карле Гасснере, который впервые сделал и запатентовал в 1886 году батарейку, из которой не вытекал электролит.
Устройство, от которого произошли все известные нам виды электрических фонариков, было изобретено и запатентовано в 1899 году в США Давидом Майселлем, который в том же году продал свой патент фирме American Electrical Novelty and Manufacturing Company, основанной выходцем из Беларуси Конрадом Хьюбертом (он же Акиба Горовиц). Фонарь Майселля уже имел все знакомые нам черты. По сути это была просто трубка из плотного картона. С одной стороны в неё была вмонтирована лампочка с металлическим отражателем и линзой. С другой стороны трубка имела крышку, под которую загружались 3 цилиндрических батарейки. Помимо картонного корпуса, отличительной чертой первого фонаря можно считать оригинальную конструкцию выключателя: чтобы зажечь фонарь надо было прижать большим пальцем металлической кольцо, укрепленное на корпусе к другой металлической детали — обручу.
Но эта явно не слишком эргономичная конструкция просуществовала недолго. Уже в 1902 году Конрад Хьюберт запатентовал более удобный и надёжный выключатель и оснастил им фонарь Майселля.
В 1905 году Хьюберт переименовал компанию, назвав её The American Ever Ready Company,  и наладил серийный выпуск фонарей под торговой маркой Eveready.
После того как немецкий предприниматель Пауль Шмидт изобрел сухую батарею, им было начато массовое производство запатентованных в 1906 году электрических карманных фонарей DAIMON.

## Характеристики фонарей
Практически все ныне продаваемые фонари — светодиодные.
Для описания и сравнения свойств фонарей используют следующие основные характеристики: световой поток, режим работы, цвет луча, возможность фокусировки или форма луча, дальность луча, время работы от батарей, защищенность от влаги, защищенность от механических воздействий, взрывобезопасность при работе в загазованных или запыленных средах.
Существует стандарт ANSI FL1-2009, описывающий и унифицирующий методы измерения и публикации основных характеристик ручных фонарей.
Световой поток и время работы фонаря — взаимопротиворечивые требования, чем больше световой поток, тем быстрее разряжаются батареи. Вес же батарей или аккумуляторов невозможно увеличивать без потери удобства, например для налобных фонарей вес крайне важен.
Режим работы может быть со стабилизацией светового потока, иногда с возможностью его выбора, и тогда точно известно время работы, или в режиме плавного снижения яркости по мере разряда, устаревающая неприятная для зрения схема.
Самая оптимальная форма светового пятна — равномерно освещенный круг без яркого центра, с плавным снижением яркости на краях. Резкие границы яркости утомляют зрение при долгой работе.
Возможность фокусировки позволяет менять дальнобойность фонаря, но тоже с выбором — или осветить хорошо дальний объект, но узким лучом, или создать такую же освещенность вблизи широким лучом.
Для некоторых фонарей предусмотрен режим работы с цветным лучом, обычно красным, это позволяет существенно продлить время работы. Этой же цели служит режим мерцания, к тому же он позволяет привлечь внимание (режим SOS).

## Разновидности

### Туристический

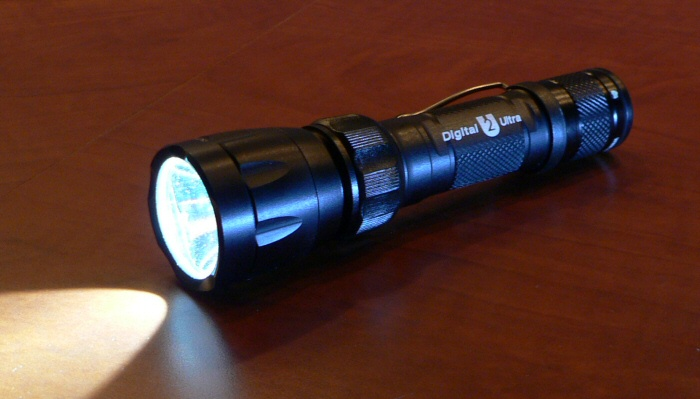
Светодиодный фонарь

Самая большая группа фонарей. К этой категории можно отнести практически любой фонарь, не имеющий специально выделенной функции.

### Фонарь охранника
Фонарь, совмещающий в себе функции непосредственно фонаря и полицейской дубинки.

### Тактический
Специальная категория фонарей для спецподразделений, армии и других силовых структур. Обладают повышенной надёжностью. Их, как правило, можно крепить на оружие, используя стандартные оружейные элементы крепления — планку Пикатинни, планку Вивера и прочие подобные. В таких случаях очень часто снабжены выносной кнопкой включения, соединённой с фонарём посредством провода.

### Аварийный
Фонарь, входящий в комплект оборудования, используемого в чрезвычайных ситуациях. Как правило, электрический, хотя в морском комплекте встречаются и химические аварийные фонари. Аварийный фонарь должен обладать значительным сроком хранения без потери эксплуатационных качеств.

### Для подводного плавания

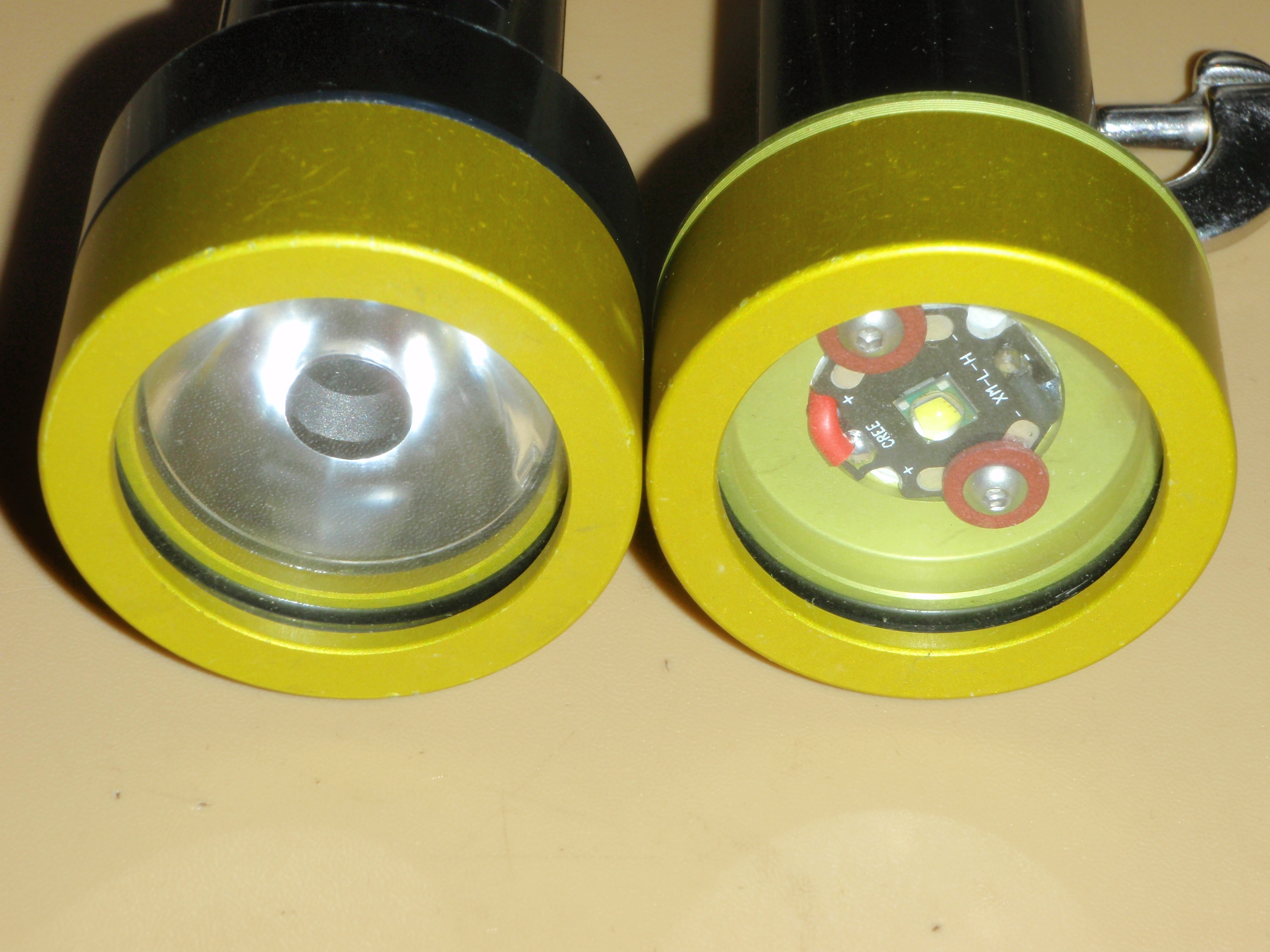
Светодиодный подводный фонарь с линзой (слева) и без

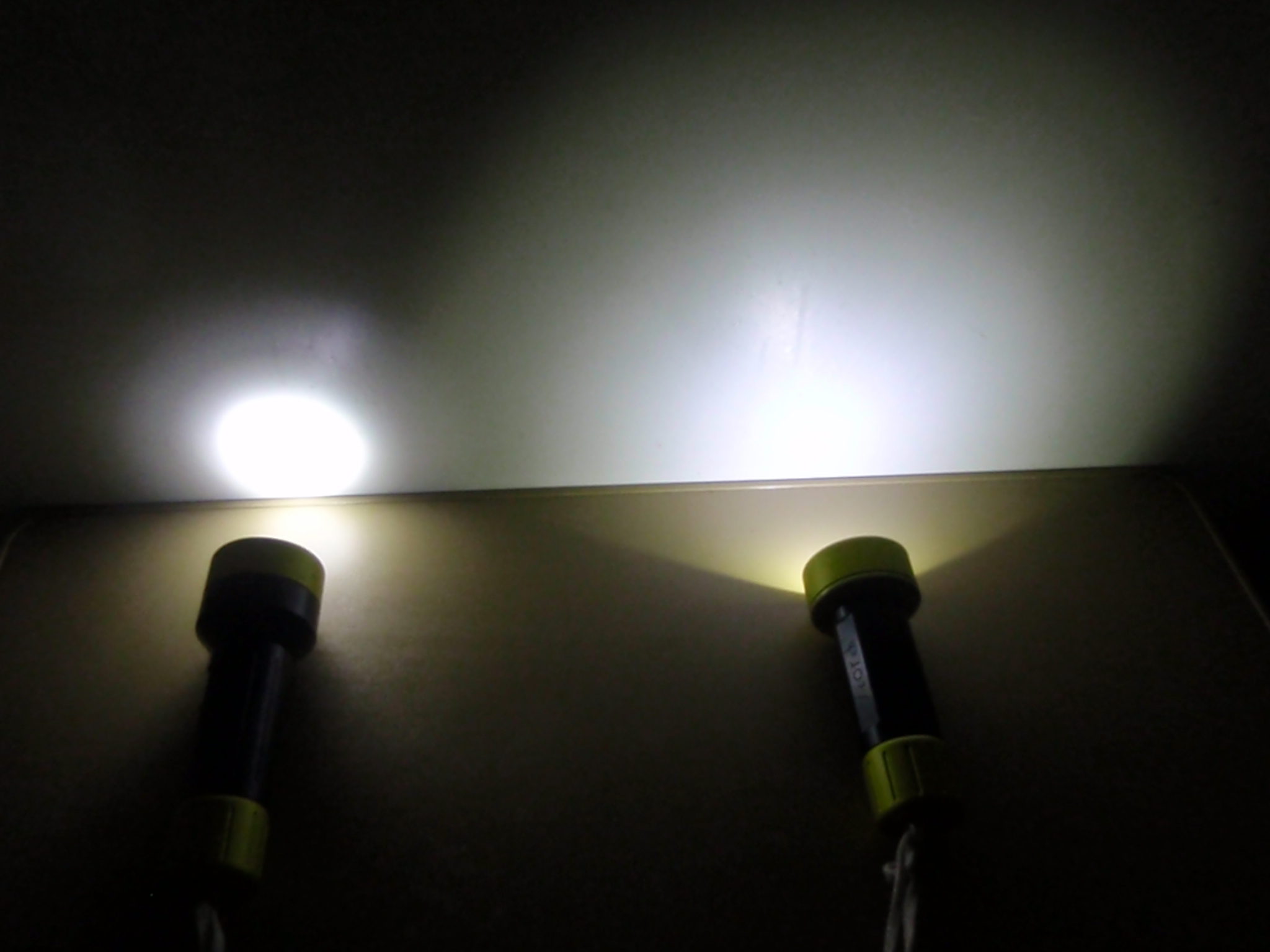
Распределение светового потока от фонарей с линзой и без

Фонарь предназначен для погружения на значительные глубины, сохраняя абсолютную водонепроницаемость, что обеспечивается особенностями конструкции (уплотнительные О-образные резиновые или силиконовые кольца с герметизирующей смазкой). Должен давать значительный световой поток при минимальном рассеянии на взвеси, что обеспечивается как балансом интенсивности света в центральном пятне и боковой засветке так и температурой света. Так, при ~2700-3000K отражение от частиц мути в воде меньше, чем при высокой ~5000-6000K цветовой температуре. Водная среда эксплуатации, с одной стороны, повышает требования к коррозионной стойкости корпуса фонаря, с другой — упрощает охлаждение. Вышедшие из строя литий-ионные аккумуляторы, выделяя газ в абсолютно герметичном корпусе, могут создавать опасность взрыва. При наличии петли, надеваемой на запястье, она должна легко сниматься одной рукой (то есть быть резиновой, а не верёвочной), что продиктовано требованиями безопасности подводного плавания.

### Шахтёрский

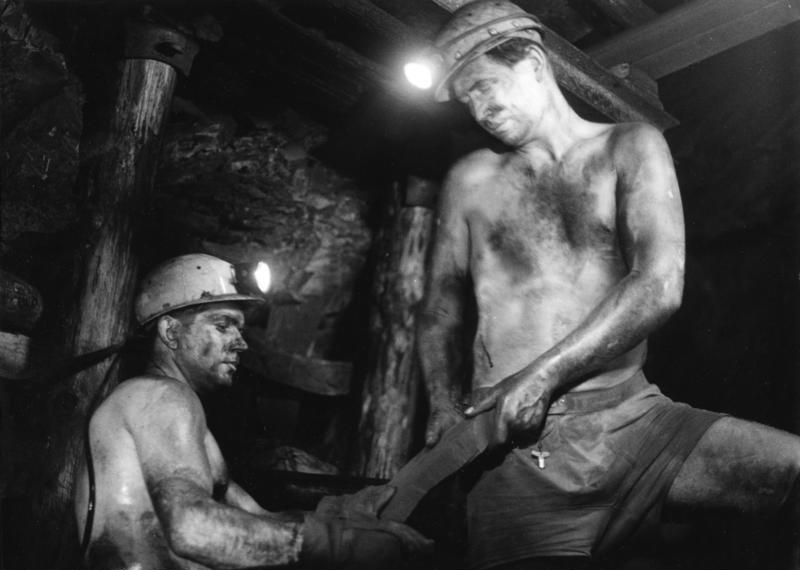
налобные шахтёрские фонарики (коногонки) закреплённые на касках шахтёров

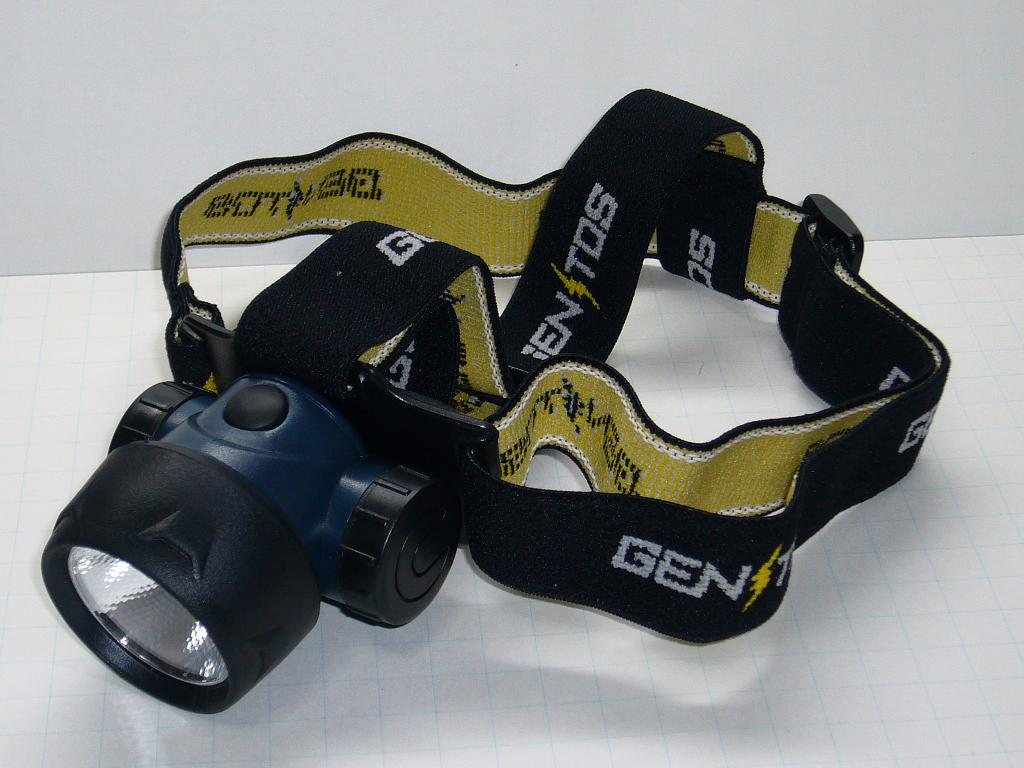
налобный фонарик, часто более удобный, чем ручной фонарик, так свободны обе руки, удобно использовать вместо фары для ночного передвижения на велосипеде

Фонарь, предназначенный для использования на подземных горных работах для индивидуального освещения рабочего места и затемненных участков пути при следовании к месту работы. Должен обладать значительной прочностью и обеспечивать соответствующий стандартам охраны труда уровень освещенности рабочего места в течение всей рабочей смены, включая время на передвижение к месту работы и обратно. Также данный фонарь должен соответствовать требованиям к взрывозащищенности. Прикрепляется к каске, источник питания (аккумулятор) часто располагается отдельно — обычно на поясном ремне.

### Железнодорожный
Помимо непосредственно осветительной функции, позволяет подавать цветные сигналы (красный, жёлтый, зелёный) при помощи светофильтров или цветных ламп. Первоначально применялись специальные керосиновые лампы, заменённые ламповыми фонарями. На данный момент выпускаются светодиодные модели.

### Электродинамический

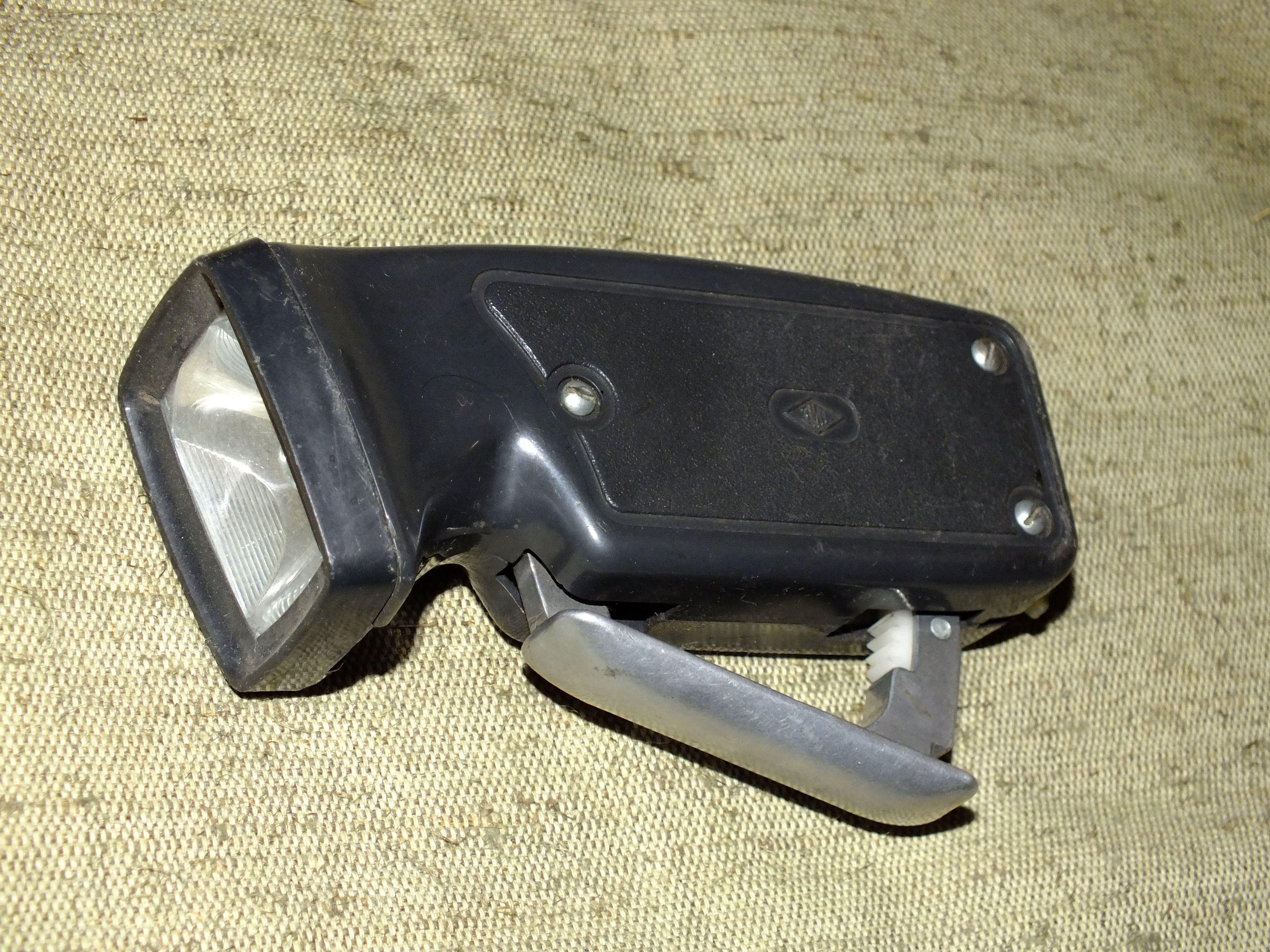
Фонарь «Жучок», СССР, конец 1980-х годов. Ранние «Жучки» выпускались в металлическом корпусе.

Электродинамический фонарь снабжён встроенным динамо. Плюсом такого фонаря является автономная работа без сменных источников питания — гальванических элементов или аккумуляторов. Ввиду наличия динамо-машины, такой фонарь пользователь обычно приводит в действие вручную посредством вращения или нажатия рукоятки, соединённой с динамо-машиной, которая преобразует механическую энергию в электрическую, которая и питает источник света.
В СССР без какой-либо торговой марки производились электродинамические фонари со встроенной динамо-машиной и лампой накаливания. В простонародье были прозваны «жучками» за характерный звук при работе. Такие «жучки» были оснащены пружинной рукояткой.
В современных самозарядных фонарях в качестве источников света используется светодиод. Самозарядные фонари с лампой накаливания фактически не производятся. Сегодня на рынке представлен широкий сегмент самозарядных фонарей, которые снабжены функцией зарядки мобильных телефона, радиоприёмника.
К недостаткам таких фонарей можно отнести следующие их свойства:
- Сложность конструкции
- Шумность при механической подзарядке
- Непродолжительное время работы между зарядками (при наличии аккумулятора — 10-30 мин.)

## Элементы питания

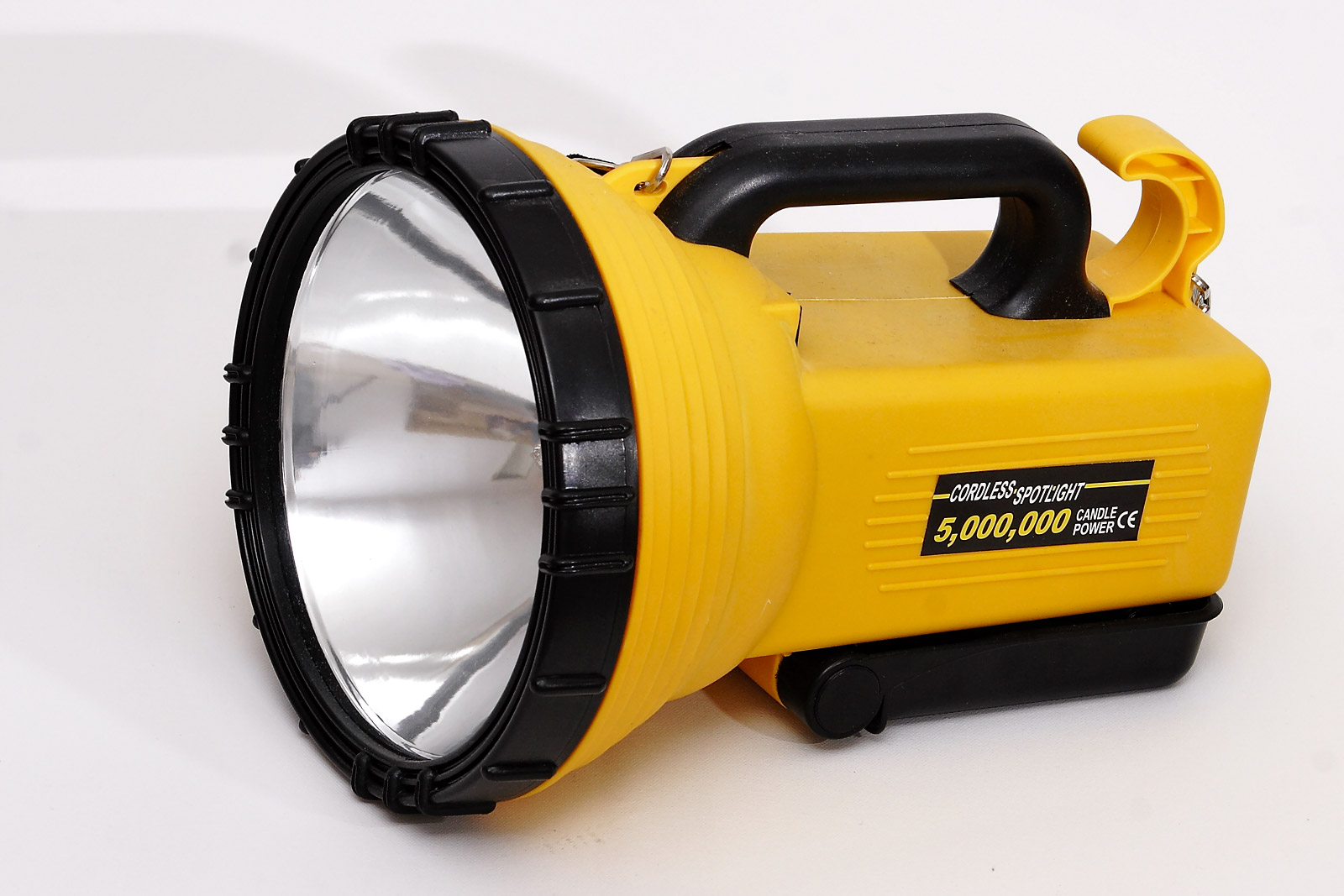
Мощный фонарь-прожектор

### Фонари на батарейках
В фонарях на батарейках источником питания служат гальванические элементы, или батарейки. Первый патент на переносное устройство с сухим источником питания был выдан 10 января 1899 года, первые доступные в продаже устройства относятся к 1922 году.

### Фонари на аккумуляторах
В аккумуляторных фонарях источником питания служит встроенный никель-кадмиевый, никель-металл-гидридный, свинцово-кислотный или литий-ионный аккумулятор.

### Светодиоды

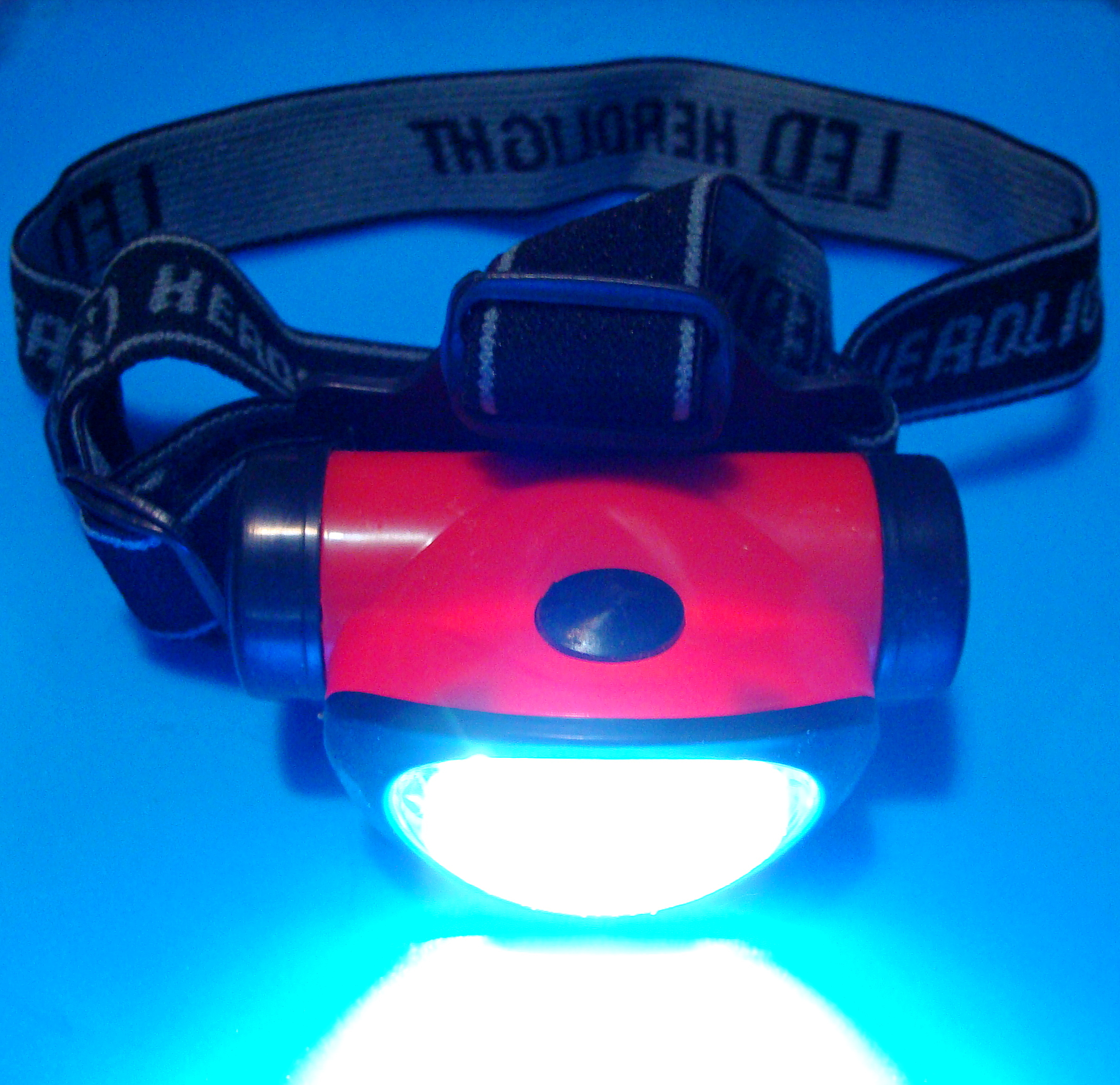
Налобный светодиодный фонарь «SUPER HEADLAMP»